# Edward Gordon, Baron Gordon of Drumearn

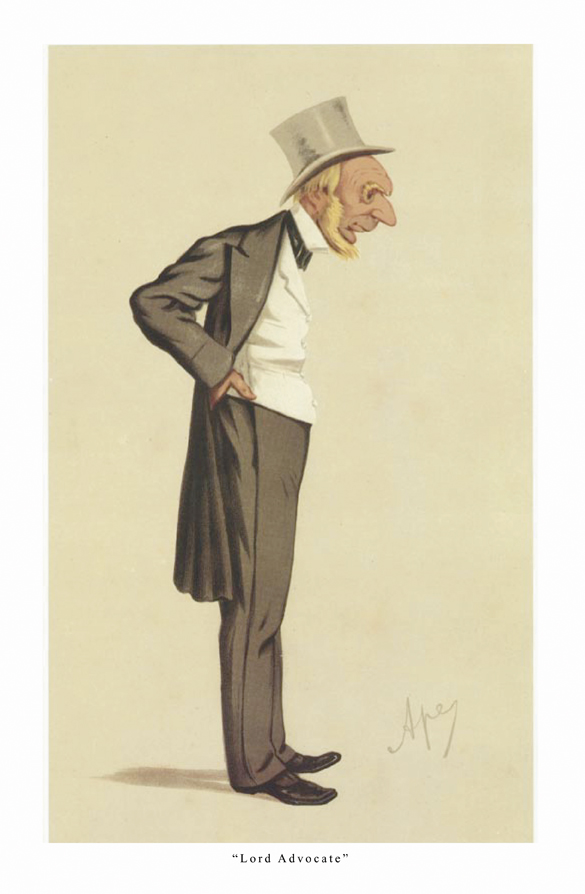
Edward Gordon in einer Karikatur in der Zeitschrift Vanity Fair vom 10. Oktober 1874

Edward Strathearn Gordon, Baron Gordon of Drumearn PC (* 10. April 1814; † 21. August 1879) war ein schottisch-britischer Politiker der Conservative Party und Jurist, der mehrere Jahre Abgeordneter im House of Commons sowie zuletzt als einer der beiden ersten Lord of Appeal in Ordinary aufgrund des Appellate Jurisdiction Act 1876 als Life Peer auch Mitglied des House of Lords war.

## Leben

### Abgeordneter, Lordrichter und Oberhausmitglied
Gordon, Sohn eines Majors, absolvierte nach dem Schulbesuch ein Studium der Rechtswissenschaften an der University of Glasgow sowie der University of Edinburgh und erhielt 1835 seine anwaltliche Zulassung bei der schottischen Rechtsanwaltskammer (Faculty of Advocates). Im Anschluss nahm er eine Tätigkeit als Barrister auf und war später zwischen 1858 und 1866 Richter (Sheriff) von Perthshire.
Am 2. Dezember 1867 wurde Gordon, der zuvor zwischen 1866 und 1867 Solicitor General von Schottland war, als Kandidat der konservativen Tories erstmals zum Abgeordneten in das House of Commons gewählt und vertrat dort bis zum 17. November 1868 den Wahlkreis Thetford. Während dieser Zeit war er von 1867 als Nachfolger von George Patton bis zu seiner Ablösung durch James Moncreiff 1868 auch erstmals Generalstaatsanwalt (Lord Advocate) von Schottland und erhielt 1868 auch den Titel eines Kronanwalts (Queen’s Counsel).
Nachdem er am 22. November 1869 für die Conservative Party erneut zum Abgeordneten in das Unterhaus gewählt wurde und dort bis zum 31. Oktober 1876 den Wahlkreis Glasgow and Aberdeen Universities vertrat, wurde er 1869 Vorsteher der schottischen Rechtsanwaltskammer (Dean of Faculty of Advocates) und behielt diese Funktion bis 1874. Anschließend fungierte Gordon, der 1874 auch Privy Councillor wurde, zwischen 1874 und 1876 als Nachfolger von George Young zum zweiten Mal als schottischer Lord Advocate. 1876 folgte ihm der bisherige Solicitor General Schottlands, William Watson, als neuer Lord Advocate.
Zuletzt wurde Blackburn durch ein Letters Patent vom 17. Oktober 1876 aufgrund des Appellate Jurisdiction Act 1876 als Life Peer mit dem Titel Baron Gordon of Drumearn, of Drumearn in the County of Stirling, zum Mitglied des House of Lords in den Adelsstand berufen und wirkte bis zu seinem Tod 1879 als Lordrichter (Lord of Appeal in Ordinary). Damit gehörte er neben Colin Blackburn, Baron Blackburn zu den beiden ersten Lordrichtern, die aufgrund des Appellate Jurisdiction Act 1876 Mitglied des Oberhauses wurden.

### Bedeutende Urteile als Lordrichter
Während seiner Amtszeit als Lordrichter wirkte er bei einigen Entscheidung mit wie zum Beispiel:
- Brogden v Metropolitan Railway Company (1877): In diesem Verfahren aus dem englischen Vertragsrecht wurde entschieden, dass ein Vertrag auch durch das Verhalten der Parteien angenommen werden kann. An dieser Entscheidung wirkten neben Lordkanzler Hugh Cairns, 1. Earl Cairns auch die früheren Lordkanzler Roundell Palmer, 1. Earl of Selborne, William Page Wood, 1. Baron Hatherley sowie Baron Blackburn mit.
- Hughes v Metropolitan Railway Co (1877): In diesem Verfahren wurde erstmals über die Verwirkung (Estoppel) eines Schuldscheins entschieden. Das Urteil entfaltete über viele Jahre seine Wirkung und wurde erst durch das Verfahren Central London Property Trust Ltd v High Trees House Ltd (1947) erneuert.
- Erlanger v New Sombrero Phosphate Co (1878): In diesem Verfahren aus dem Vertragsrecht ging es auch um Fragen zum Gesellschaftsrecht (Company Law). Es befasste sich mit dem Rücktritt wegen Täuschung und der Frage, wie die Unmöglichkeit der Wiedergutmachung eine Möglichkeit zum Rücktritt sein kann. Es ist auch ein wichtiges Beispiel dafür, wie Vertreter eines Unternehmens in einem Treuhandverhältnis (Fiduziarität) zu Kunden und Abonnenten stehen. Lord Blackburn vertrat in diesem Verfahren die Mehrheitsmeinung.